# Leusemia: los primeros doce meses, volumen 1
Leusemia: los primeros doce meses, volumen 1 es un álbum recopilatorio, producido en formato casete, del músico de rock peruano Daniel F, donde recoge las canciones creadas entre julio de 1983 y julio de 1984 no editadas hasta entonces por la banda de rock subterráneo Leusemia.
Es la mejor muestra de la música de la banda en esa época, mejor aún que el primer álbum oficial, Leusemia.[cita requerida]

## Canciones

### Lado A
1. En una invernal noche de surf
2. No hay futuro
3. La prostituta del universo
4. Siete años sobre un sueño
5. ¡Al ramerío!
6. Popurrí konsanguíneo
  - Sektátiko
  - Y ahora pongámoslo en pie
  - Rock'n roll adolescente
  - El sátiro de la calle Teta
  - Rock en la calle
  - Go-gogander
  - Rock pippa
  - Vidxxis
  - Suspendido en la boga
  - Rock del tímido
7. Zimmerman kampestre
8. Nalia burdell
9. Aumiyo yoyoyóh

### Lado B
1. Fascistas en el billar de la Av. Mussolini
2. Rock'n roll espurreo
3. El albur tras el kristal
4. Fascistas
5. Aikido
6. Perké, amore mío
7. Una cervecita más
8. Por los caminos del alcohol
9. Sundaka yulukeke
10. Patricia, la del bulevar
11. Por las sendas del pastel
12. Rock de la enkontrada ausencia perdida

- Datos: Q5974064